# Nicola Fabrizi

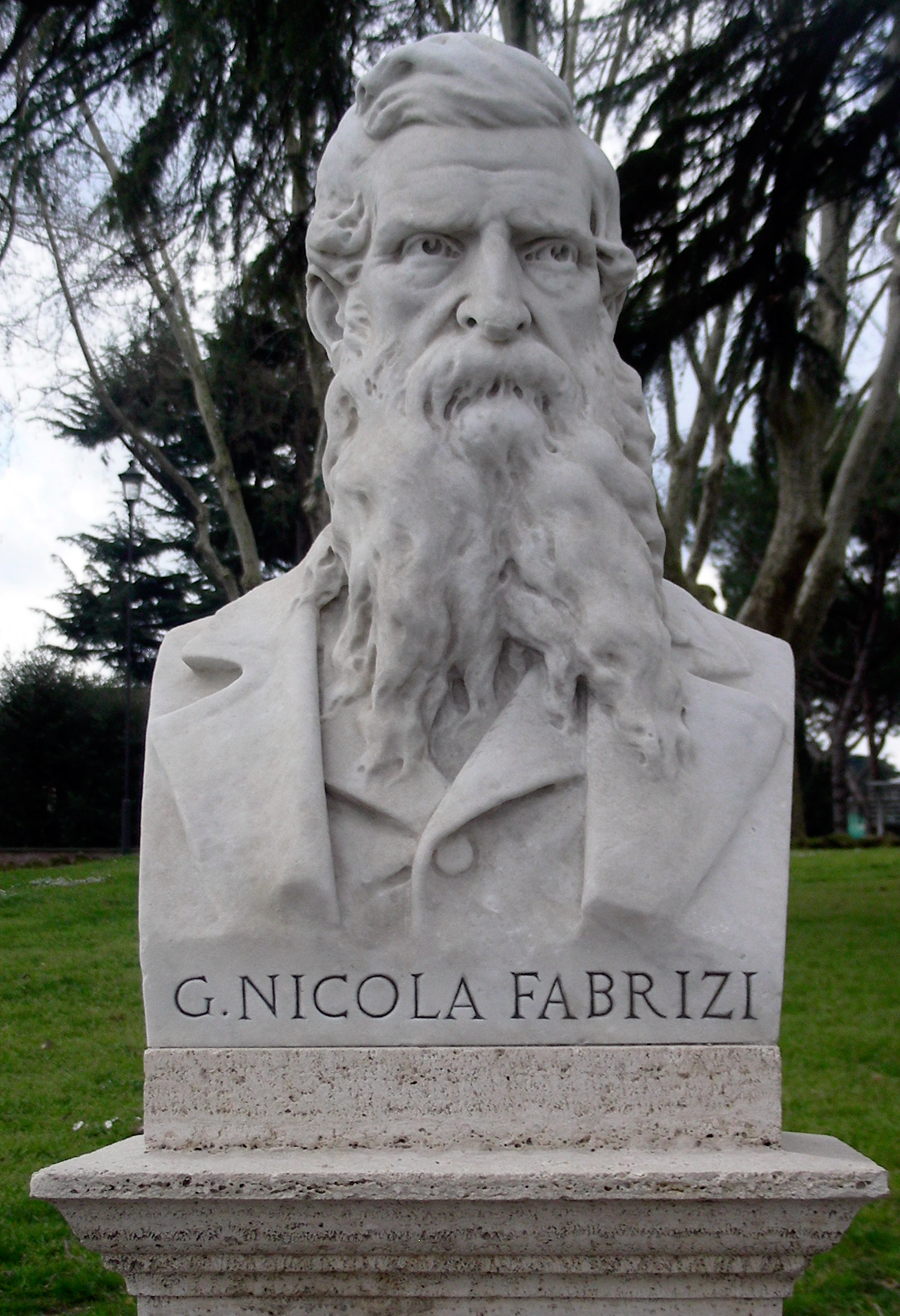
Nicola Fabrizi, byst på Janiculum, Rom.

Nicola Fabrizi, född 4 april 1804 i Sassi, Molazzana, Toscana, Italien, död 31 mars 1885 i Rom, var en italiensk frihetskämpe och politiker.
Fabrizi deltog från 1831 i de italienska frihetsrörelserna. Under Garibaldis diktatur 1860 var Fabrizi guvernör i Messina och krigsminister. Han blev medlem av deputeradekammaren i början av 1860-talet och liksom tidigare under upprorsrörelserna en ivrig anhängare till Francesco Crispi och dennes politik.